# حملة إقليم هلمند
كانت حملة إقليم هلمند سلسلة من العمليات العسكرية نفذتها قوات المساعدة الدولية لإرساء الأمن في أفغانستان ضد متمردي طالبان في إقليم هلمند في أفغانستان. كان الهدف من وراء العمليات السيطرة على الإقليم الذي كان يعد أحد معاقل طالبان، ومركزًا لإنتاج الأفيون.
كان نشر قوات دولية، بريطانية بمعظمها، جزءًا من مرحلة التوسع الثالثة في تفويض قوات المساعدة الدولية لإرساء الأمن في أفغانستان لتشمل المناطق الجنوبية من أفغانستان. حتى ذلك الحين، لم يشهد إقليم هلمند سوى وجود محدود النطاق للتحالف.
في ربيع عام 2008، وصلت كتيبة من مشاة البحرية الأمريكية لتعزيز الوجود البريطاني. وفي ربيع عام 2009، تدفق 11 ألف من مشاة البحرية إلى الإقليم، ما كان الموجة الأولى من زيادة قوات الرئيس أوباما في أفغانستان البالغ عددها 21 ألف جندي.
في 19 يونيو 2009، أطلق الجيش البريطاني (إلى جانب قوات المساعدة الدولية لإرساء الأمن في أفغانستان والجيش الوطني الأفغاني) عملية مخلب النمر، وفي 2 يوليو 2009 شن مشاة البحرية الأمريكية عملية خنجر، وكان كلاهما هجومًا رئيسيًا في الإقليم أملًا بتأمين المنطقة قبل الانتخابات الرئاسية في أفغانستان وقلب مجريات التمرد هناك.

## تمهيد
في عام 2006، أجرت حركة طالبان عددًا من العمليات العسكرية واسعة النطاق ضد قوات التحالف في هلمند وقندهار ومقاطعات أخرى على الحدود مع باكستان.
في هلمند، لم تكن الحكومة الأفغانية تمتلك سوى سيطرة ضعيفة خارج عاصمة المقاطعة لاشكر كاه. كان تواجد الناتو في الإقليم ضعيفًا، إذ اقتصر على 130 جنديًا أمريكيًا تولوا مهام دقيقة لمكافحة الإرهاب، كجزء من عملية الحرية الدائمة. خلال شهر أبريل، نُشرت وحدة بريطانية جديدة، قوة مهمة هلمند، بهدف مواجهة طالبان. اختيرت نواة القوة القتالية من لواء الهجوم الجوي السادس عشر، وتحديدًا من الكتيبة الثالثة من فوج المظلات. مع تمركزها في قاعدة كامب باستيون الجوية، التي كانت قيد الإنشاء آنذاك، بلغ عدد قوة المهام      3,300 جنديًا، على الرغم من أن ثلث هؤلاء فقط كانوا قوات قتالية.
خلال الشهور الأربعة الأولى من وجودها في أفغانستان، كان من المتوقع أن تشارك قوة مهام هلمند في عملية الحرية الدائمة، وأن تساعد في تعقب متطرفي طالبان والقاعدة. ولذلك وُضعت تحت قيادة اللواء الأمريكي بنجامين فريكلي، قائد قوة المهام المشتركة 76. ولكن لكونها جزءًا من القوة الدولية للمساعدة في إرساء الأمن في أفغانستان، فقد كانت مسؤولة أيضًا عن القيادة الإقليمية لتلك القوة في الجنوب، التي كانت آنذاك تحت قيادة كندي، العميد ديفيد فريزر. وقد ترافق هذا التسلسل القيادي المتشابك مع صعوبة في تحديد الأولوية بين مهمتين مختلفتين ومتناقضتين أحيانًا: إما نيل دعم السكان المحليين أو محاربة حركة طالبان والقضاء عليها.
كانت المهمة الأولية لقوة عمل هلمند تنفيذ مشاريع إعادة الإعمار وكسب الأفئدة والعقول في منطقة آمنة نسبيًا تُعرف ب«المثلث»، الواقعة على مقربة من لاشكر كاه وغيريشك. إلا أن تكثيف طالبان لهجماتها أفضى إلى تغير دراماتيكي في هذه الاستراتيجية. في أوائل ربيع عام 2006، سقطت منطقة باغران بصورة مؤقتة تحت سيطرة المتمردين، وفي 18 مايو، تسبب هجوم لطالبان في موسا كالا بمقتل قرابة 20 شرطي أفغاني.
وقد أخذ حاكم الإقليم محمد داود، الحليف الشخصي والمعيّن للرئيس حامد كرزاي، احتمال شن طالبان لهجوم كاسح على كامل الإقليم على محمل الجد. أصر داود على نشر القوة الدولية للمساعدة في إرساء الأمن في أفغانستان في المقاطعات التي كانت تحت تهديد مباشر لهجمات طالبان: سانغين ونو زاد وموسا كالا والمنشآت الاستراتيجية الكهرومائية في كاجاكي. كانت تلك بداية إستراتيجية «منزل المفرزة» المثيرة للجدل التي أدت إلى تقييد قوات الناتو، البريطانية بمعظمها، في نقاط نائية شمال هلمند. وشهدت جميع المواقع هجمات طالبان المستمرة والمكثفة، وبقيت تحت الحصار لفترات طويلة. استُنزفت الأصول المحدود لقوة المهام إلى درجة خطيرة، الأمر الذي خلق مواقف صعبة في العديد من الحالات.

## المواقع المحاصرة

### سانغين
تعد بلدة سانغين (يبلغ عدد سكانها 30 ألف نسمة) مركزًا تجاريًا مهمًا في جنوب أفغانستان ويُعتقد أنها أكبر سوق للأفيون في المنطقة. ولذلك باتت بطبيعة الحال هدفًا مهمًا لكل من حركة طالبان وللتحالف. قبل شهر يونيو من عام 2006، كان يُعتقد أنها كانت إلى حد كبير تحت سيطرة المتمردين.
في 18 يونيو من عام 2006، قُتل جاما جول، وهو رئيس منطقة سابق، في كمين نصب له في سانغين مع أربعة من حراسه الشخصيين. وقُتل 25 من أقاربه حين ذهبت مجموعة منهم لاستخراج الجثث. كان هذا الحادث، الذي يوصف أحيانًا بأنه «مواجهة بين اثنين من أباطرة المخدرات»، السبب وراء نشر القوة الدولية للمساعدة في إرساء الأمن في أفغانستان في سانغين. في 21 يونيو، دخلت المدينة مجموعة من المظليين البريطانيين ظاهريًا لإنقاذ نجل رئيس المنطقة الحالي، الذي أصيب في القتال. إلا أنهم أُمروا بالبقاء في سانغين بعد تدخل شخصي من حامد كرزاي بهدف الدفاع عن السلطة المترنحة للحكومة المركزية.
في البداية، بقي الهدوء سائدًا داخل البلدة، إلا أن هذا شهد تغيرًا بعد 27 يونيو في أعقاب هجوم فاشل للقوات الخاصة في منطقة سانغين قُتل خلاله جنديان بريطانيان. في 30 يونيو، شن المتمردون هجماتهم الأمامية الأولى على مركز المنطقة الذي كان تحت حراسة القوات البريطانية. طُرد المهاجمون بعد أن فقدوا ما لا يقل عن اثني عشر قتيلًا. وبالرغم من ذلك، لم تبد حركة طالبان أي لين، وجددت هجماتها كل ليلة مستخدمة أسلحة خفيفة والآر بي جي وصواريخ من عيار 107 ملم. رد البريطانيون بالرشاشات ومدافع الهاون وصواريخ إف جي إم 148 جافلن واستدعاء المدفعية والغارات الجوية. في بعض الأحيان، توقفت إعادة الإمداد لمدة تصل إلى خمسة أيام لأن نيران طالبان كانت ستعرض طائرات الهيلكوبتر للخطر.
في 15 يوليو، وكجزء من عملية اقتحام الجبل، شنت قوات التحالف هجومًا على منطقة سانغين مدعومة بالدروع على شكل دبابات خفيفة تابعة لفوج الفرسان المنزلي ولاف الثالثة الكندية. في مواجهة القوة الساحقة، انسحب معظم عناصر طالبان وروفقت قافلة إمداد إلى داخل المدينة. تمكنت الحامية من تعزيز دفاعاتها بعد وصول وحدة الهندسة.
بعد 14 سبتمبر، خمد القتال في سانغين. في 21 سبتمبر، استُبدل المظليون الذين احتلوا المجمع الحكومي بوحدة الكوماندو 42 من البحرية الملكية. في مارس 2007، استُبدلت قوات المارينز بدورها بالكتيبة الثانية من الفوج الملكي لحملة البنادق. بحلول هذا الوقت، استأنفت حركة طالبان عملياتها في القطاع، وتعض حملة البنادق ل79 هجومًا خلال الأيام العشرين الأولى في سانغين.
في 5 أبريل 2007، شن نحو 1000 جندي من قوات التحالف عملية الفضة، كجزء من عملية أخيل الأوسع نطاقًا. بعد إعطاء تحذير مسبق بهجومهم، دخل الجنود سانغين التي كان المتمردون قد انسحبوا من معظمها. تمكن حاكم هلمند الجديد أسد الله وفا من تنصيب حاكم جديد للمنطقة، وزعمت القوة الدولية للمساعدة في إرساء الأمن في أفغانستان أنها تمكنت من تهدئة البلدة. وزعمت طالبان ان المناطق المجاورة كانت ما تزال تحت سيطرتها.